# Bonerath
Bonerath là một xã ở huyện Trier-Saaburg, bang Rheinland-Pfalz, Đức. Xã Bonerath có diện tích 4,25 km².